# 魔女の夜宴 (プラド美術館)

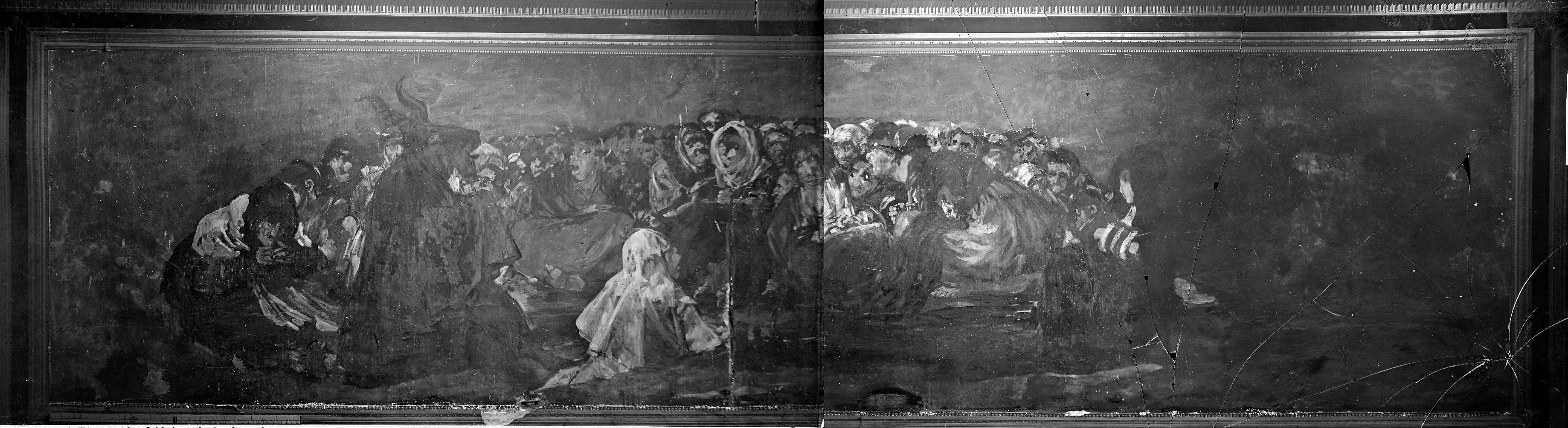
壁からはがされる前に撮影された『魔女の夜宴』。フランスの写真家ジャン・ローラン撮影。

『魔女の夜宴』（まじょのやえん, 西: El aquelarre, 英: Witches' Sabbath）は、スペインのロマン主義の巨匠フランシスコ・デ・ゴヤが1820年から1823年に制作した絵画である。油彩を使用した壁画。暴力、脅迫、老い、死をテーマにしている。山羊の姿をしたサタンの巨体が、恐怖した魔女たちの集会の上に月明かりに照らされたシルエットを描いている。当時75歳前後のゴヤは一人暮らしをしており、深刻な精神的・肉体的苦痛に苦しんでいた。
本作品はゴヤが自身の邸宅キンタ・デル・ソルドの漆喰の壁面に油彩で描いた14の《黒い絵》の1つである。壁画は誰にも知られることなく完成した。ゴヤは作品に題名をつけたり、作品を制作した意図を記録することはなかった。『魔女の夜宴』は普通は何人かの美術史家によって時代の信憑性に対する風刺、迷信とスペイン異端審問の魔女裁判への糾弾と見なされている。壁画連作の他の作品と同様に『魔女の夜宴』は画家が心の中に抱えていた幻滅を反映しており、ゴヤの初期のエッチング『理性の眠りは怪物を生む』（El sueño de la razón produce monstruos）や版画連作『戦争の惨禍』（Los desastres de la guerra）といった、死後にのみ出版することができた別の大胆な政治的声明とテーマ的に関連づけることができる。
ゴヤの死から約50年後の1874年頃、漆喰の壁画は取り外され、キャンバスの支持体に移された。キャンバスに移される以前の『魔女の夜宴』は現在よりも横幅がはるかに広く、《黒い絵》の中で最も広かったが、支持体が変更される過程で壁画の右側から約140センチが切り落された。縮小された寸法では、壁画は異常に隙間なく縁が切り落とされており、何人かの批評家は幽霊が出そうな怪奇な独特の雰囲気が加えられたと感じているが、他の批評家は壁画のバランスの中心軸を動かし、絵画の衝撃を減らすことで、ゴヤの意図を歪めてしまったと信じている。
現在はマドリードのプラド美術館に所蔵されている。

## 背景
ゴヤは14の《黒い絵》のいずれにも題名をつけなかった。題名についてどこにも記されておらず、ゴヤの手紙にも言及されていない。ゴヤがそれらについて話したという記録も知られていない。《黒い絵》の現代的な題名はゴヤの死後に生まれたものである。今日の作品は様々な題名で知られているが、そのほとんどは1860年代頃のものである。ゴヤの子供たちは大部分に題名をつけた張本人であり、親友の政治家ベルナルド・デ・イリアルテが残りに題名をつけた。『エル ・グラン・カブロン』（El Gran Cabrón, 偉大なる牡山羊の意）という題名は画家アントニオ・デ・ブルガダによって名づけられた。『魔女の夜宴』を意味するバスク語の akelarre は、スペイン語の題名 Aquelarre の語源で、雄の山羊を表すバスク語の akerra の派生語であり、larre（「畑」）と組み合わされて生まれた可能性がある。

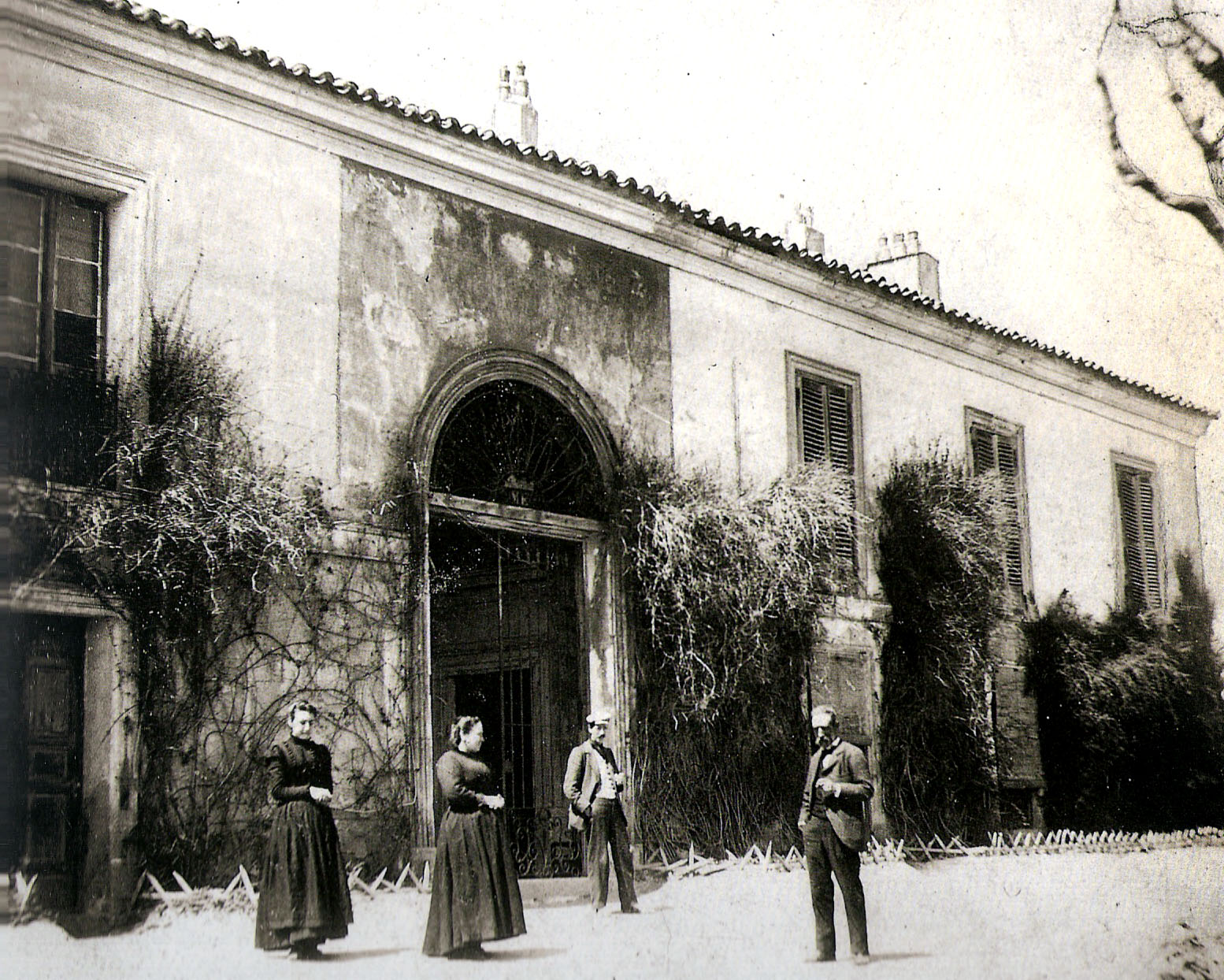
1900年頃に撮影されたキンタ・デル・ソルド。

ゴヤの晩年の歴史的記録は比較的乏しく、ゴヤの考えの記録は残っていない。ゴヤはこの時期の作品の多くを故意に隠した。中でも注目すべき連作《戦争の惨禍》は今日彼の最高傑作と見なされている。ゴヤは老いに対する恐怖と狂気に対する不安によって苦しんでおり、後者は1790年代初頭からゴヤを聴覚障害にした診断未確定の病気によって引き起こされた。ゴヤは成功し宮廷画家の地位に就いたが、晩年は公職から身を引いた。ゴヤは1810年代後半からマドリード郊外の農家の邸宅をアトリエに改装し、ほとんど孤独に住んでいた。この邸宅は偶然にも聴覚障害者が所有したのち、キンタ・デル・ソルド（「聾者の家」）として知られるようになった。
美術史家は、ゴヤが1814年のフランス復古王政に続く社会的・政治的動向から疎外されていると感じており、これらの出来事を社会的統制の保守的な手段と見なしていたと推測している。未発表の芸術の中で、ゴヤは彼の目に中世主義への戦術的撤退として映ったものを激しく非難したと思われる。ゴヤは政治と宗教の改革を望んでいたと思われるが、フランス復古王政とカトリックが1812年のスペイン憲法を拒否したとき、多くのリベラル派と同様に幻滅した。
ゴヤは1824年にフランスに亡命し、キンタ・デル・ソルドの所有権は孫のマリアーノ・ゴヤ（Mariano Goya）に譲渡された。ブルガダによる1830年の目録は、『サン・イシードロへの巡礼』（La romería de San Isidro）の向かいにある1階の2つの窓の間の壁面全体を『魔女の夜宴』が占めていたことを示している。右側の壁面には『我が子を食らうサトゥルヌス』（Saturno devorando a su hijo）と『ユディトとホロフェルネス』（Judith y Holofernes）が描かれ、左側の壁面には『二人の老人』（Dos viejos）、『食事をする二老人』（Dos viejos comiendo sopa）、『レオカディア』（La Leocadia）が描かれていた。美術史家ローレンス・ゴーイングによると、下の階はテーマごとに分けられており、男性側は『我が子を食らうサトゥルヌス』と『サン・イシードロの巡礼』、女性側は『ユディトとホロフェルネス』と『魔女の夜宴』、『レオカディア』である。邸宅はドイツ系フランス人の銀行家フレデリック・エミール・デルランジェ男爵が所有する1873年3月までに何度も所有者が変わった。壁画は経年によりひどく劣化していた。デルランジェは壁画の保存を依頼し、プラド美術館の美術修復家であるサルバドール・マルティネス・クベルスの指示の下、壁画をキャンバスに移し替えた。さして大きくない反響でもって迎えられた1878年のパリ万国博覧会での《黒い絵》の展示に続いて、デルランジェは1881年にそれらをスペイン政府に寄贈した。

## 作品

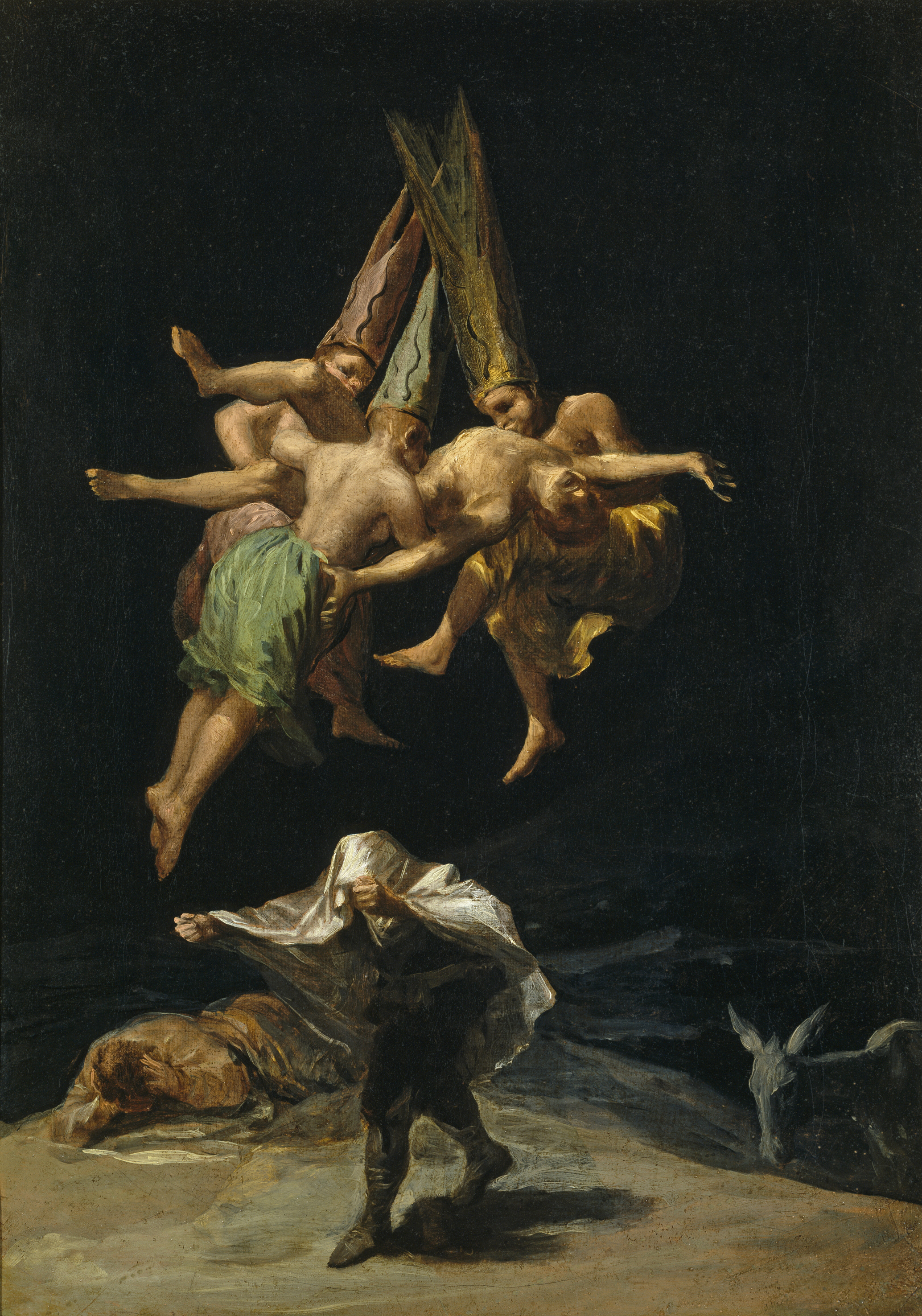
フランシス・デ・ゴヤ『魔女たちの飛翔』。プラド美術館所蔵。

サタンはスータンと思われる聖職服を着て、盛り上がった土の塚から説教している。山羊のようなあご髭と角を持ち、シルエットで立っており、重厚な身体と叫んでいるかのように描かれた大きく開いた口が強調されている。サタンの姿はドイツ出身のイエズス会司祭アタナシウス・キルヒャーが描いたカナン人の偶像モレクの1652年の挿絵に由来している可能性がある。
サタンは美術史家によって魔女の集会として受け入れている、うずくまり、ほとんど怯えている女たちの輪の前で法廷を開いている。恐怖で頭を上げることができない者もいれば、口をポカーンと開き、畏敬の念に心を奪われながらサタンに目を向ける者もいる。美術史家ブライアン・マクウェイド（Brian McQuade）は、女たちについて「集められたグループの亜人性は、獣のような特徴と愚かな凝視によって強調されている」と書いている。サタンの女たちに対する絶対的な権力は、権威が尊敬や個人のカリスマ性ではなく、恐怖と支配を通して得られることを描いた、ゴヤの1815年の絵画『王立フィリピン会社の総会』（Junta de la Compañía de Filipinas）における王の権力と比較されてきた。女たちは老女も若い女も混ざり、同様のねじれた特徴を持っている。1人を除いて全員が顔をしかめ、びくびくし、媚びへつらっている。雰囲気を作り出すためのゴヤのトーンの使用はディエゴ・ベラスケスとホセ・デ・リベーラを思い起こさる。後者はミケランジェロ・メリージ・ダ・カラヴァッジョの崇拝者であり、テネブリズムとキアロスクーロを使用した。ゴヤはこれらの情報源と、レンブラント・ファン・レイン、彼が所有していた版画のいくつかから学んだ。

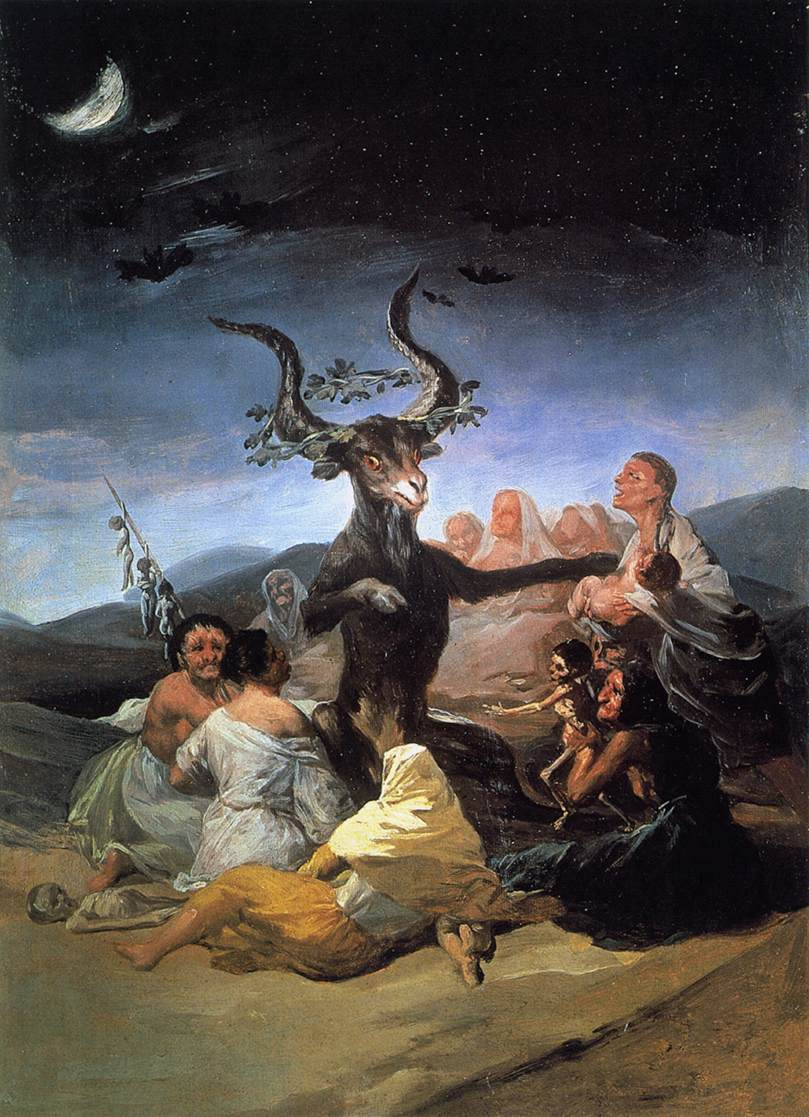
『魔女の夜宴』の1789年のバージョン。ラサロ･ガルディアーノ美術館所蔵。

山羊の右側には老婆が鑑賞者に背を向けて、ボトルや小瓶と並んで座っている。老婆の顔は半分隠れており、修道女の修道服に似た白いフード付きのヘッドドレスを身に着けている。美術評論家ロバート・ヒューズは「悪魔のような儀式に必要な薬や媚薬が含まれている」のではないかと訝しんでいる。何人かの人物の目は白い絵具で覆われている。2人の主要人物、山羊と右端の遠くに座る女の顔が隠されている。女は集団から離れている。彼女はおそらく、魔女の集会に入会しようとしている志望者である。彼女はゴヤのメイドであり恋人のレオカディア・ワイスを表しているかもしれない。彼女の全身像は同じく《黒い絵》に登場している。
他の《黒い絵》と同様にゴヤは黒い背景から始め、その上に明るい顔料を塗り、次に灰色、青、茶色を幅広の絵筆で重い筆運びで塗った。より暗い領域は、黒い下塗りを露出させたままにすることで実現した。これは悪魔の姿で最も明白である。連作の他の作品と同様に、ゴヤは『魔女の夜宴』を重厚で激しい筆運びで作り上げている。漆喰は厚い下塗りにカーボンブラックを用い、紺青、辰砂の朱色、粉末ガラス、雄黄、酸化鉄、最後に鉛白を使用している。ゴヤはおそらく混合材料を使って描いた。科学的な分析によると、ほとんどの《黒い絵》は下絵から制作を始めたことが示されている。『魔女の夜宴』はこの例に当てはまらない。最終的な構図は壁面に直接描かれたと思われる。
美術史家フレッド・リヒト（Fred Licht）は、ゴヤの筆遣いは「ぎこちなく、重々しく、ラフ」であり、初期の作品と比較して仕上げが欠けていると特筆している。これは人間の欠点に対する落胆とゴヤ自身の個人的な疑念の感情を物理的に伝えるための意図的な策略であるとリヒトは信じている。連作の中でもユニークな『魔女の夜宴』は最初の仕事ののち大幅に変更されることはなかった。

## 解釈

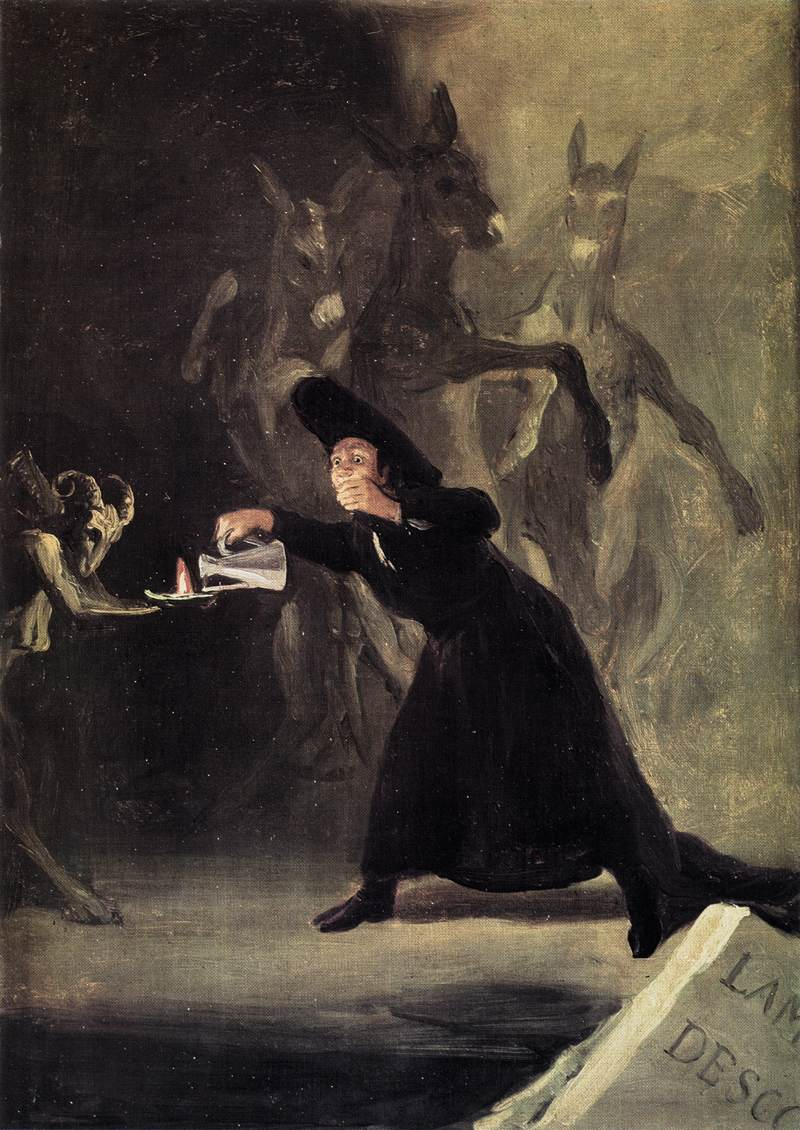
フランシス・デ・ゴヤの1798年頃の絵画『魔法をかけられた男』。ロンドン・ナショナル・ギャラリー所蔵。

この時期のゴヤの思想は記録に残されていない。『魔女の夜宴』は、1807年から1814年の半島戦争の後にスペインの支配権を取り戻した王党派と聖職者に対する、かなり苦い、しかし静かな抗議であると考えられている。啓蒙運動の支持者たちは農民に土地を再分配し、女性を教育し、自国語の聖書を出版し、迷信を理性に置き換えることによって、異端審問を終わらせることを求めていた。ログローニョ異端審問（the Logroño Inquisition）の際に見られた魔女狩りは、ゴヤのようなリベラル派にとって恐ろしい退行であった。宮廷画家ゴヤは確立された秩序の一部であり、現存する証拠はゴヤが後援者の要望に応じたことを示している。それ以来、ゴヤが自由主義、啓蒙、理性を支持する信念を持っていたことを示す多数の絵画やエッチングが現れた。彼はそうした秘密の信念を私的な芸術で表現するだけだったと思われる。おそらく報復や迫害を恐れて、ゴヤのより繊細な作品は当時出版されなかった。『魔女の夜宴』の中で、ゴヤは食屍鬼、偽医療、僭主に信仰を置く無知な人々の迷信、恐怖、不条理をあざ笑い、冷笑している。
ゴヤは1797年から1797年の版画連作『ロス・カプリーチョス』（Los caprichos）と、『魔女の夜宴』の1789年のバージョンで魔術のイメージを使用していた。1789年と1822年の2つの『魔女の夜宴』において、悪魔は恐ろしい女性の輪に囲まれた山羊として表された。初期のバージョンは、伝統的なキリスト教の図像の順序を逆転させる方法で魔術のイメージを使用している。山羊は子供に向かって右脚ではなく左脚を伸ばし、三日月はキャンバスの左上隅に面している。これらの逆転は、科学的、宗教的、社会の発展を主張したリベラル派の弱体化の隠喩かもしれない。当時活動していた科学団体の多くは破壊分子として非難され、そのメンバーは「悪魔の代理人」として告発された。

美術史家バーバラ・マリア・スタッフォードは、ゴヤが《黒い絵》で採用した技法、特に目に見える黒い下地の絵具について説明して次のように述べている。

## 修復

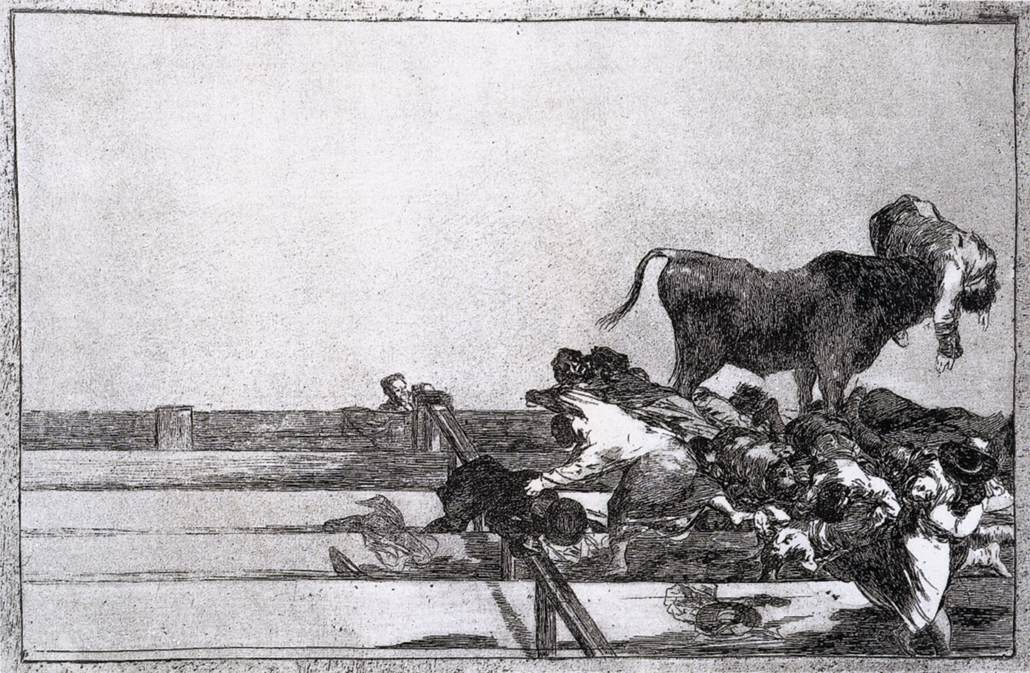
エッチング『マドリードの闘牛場の最前席での悲劇とトレホン市長の死』。

1874年から1878年にかけて、修復家サルバドール・マルティネス・クベルスは山羊の角と多くの魔女たちの顔の修整を任された。クベルスは絵具がひどく損傷していた参入志願者の魔女の右側の140センチ以上の風景と空を削除した。この変更により、作品のバランスの中心軸が大幅に移動した。若い参入志願者はもはや構図の中央近くに位置していなかったので、彼女の卓越性および作品の焦点と見なされる可能性が減少した。

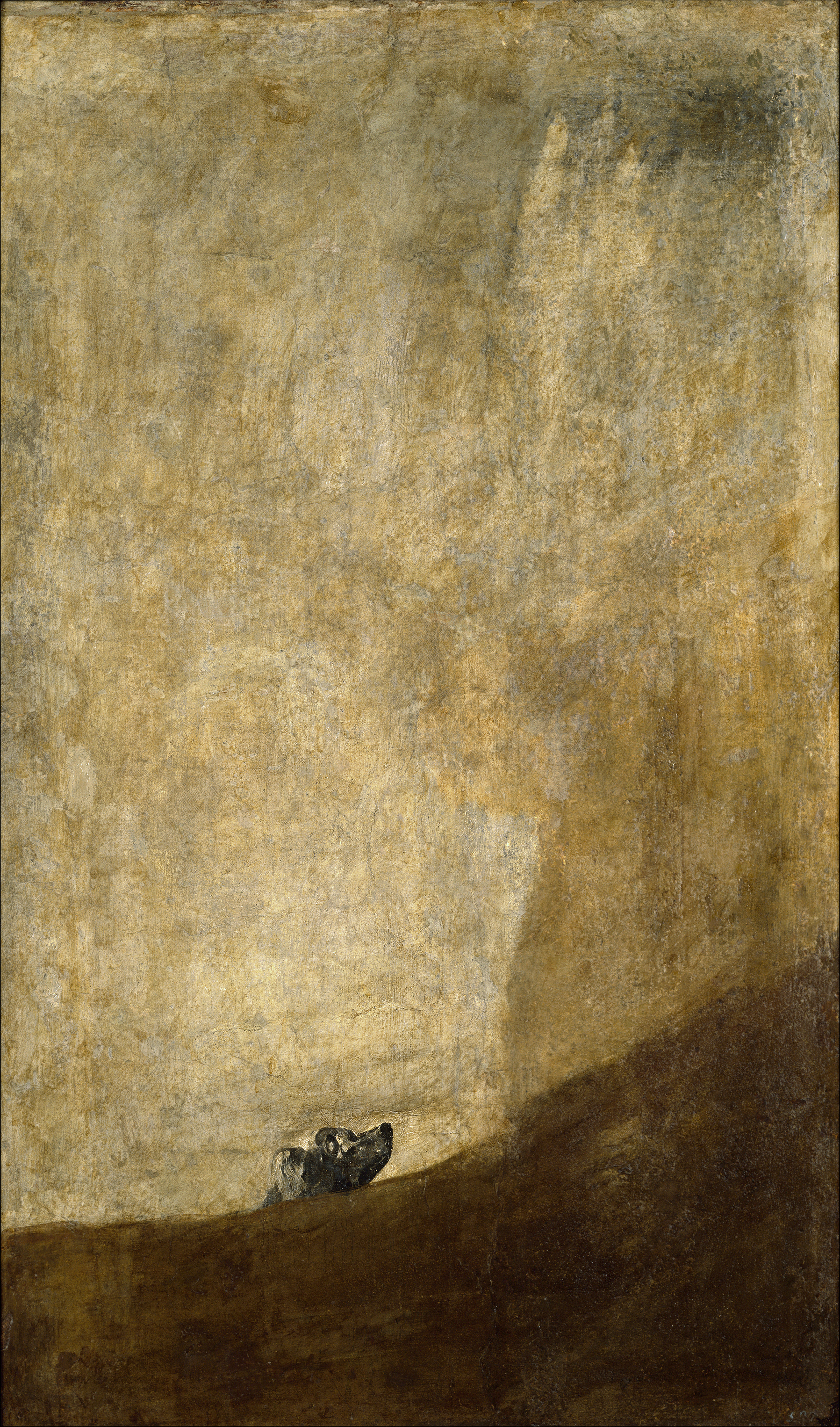
《黒い絵》の1つ『砂に埋もれる犬』。プラド美術館所蔵。

何人かの美術史家はゴヤのような巨匠の絵画の大部分が軽々しく破棄される可能性は低いため、除去された部分は修復不可能であったと推測している。それでも依然として、破棄は画面右側の空白を不要と見なす審美的な理由によるものである可能性がある。つまり破棄は、長すぎると認識されたキャンバスにバランスをもたらすことを目的としていた。もしこれがクベルスの推論であるならば、それは見当違いであった。クベルスは熟練した画家ではなく、ゴヤの意図についての洞察を欠いていた。ゴヤは劇的で刺激的な効果を得るために、しばしば空白を使用した。
この点はゴヤが大きな空白を残した同連作の1つ『砂に埋もれる犬』（The Drowning Dog）と1815年から1816年のエッチング『マドリードの闘牛場の最前席での悲劇とトレホン市長の死』（Unfortunate events in the front seats of the ring of Madrid, and the death of the mayor of Torrejón）で見ることができる。これは同時代のバランスと調和の慣習に対する反動であったらしく、ゴヤの描写を「空虚」と表現して高く評価したアイルランド出身のイギリス人画家フランシス・ベーコンなどの現代芸術家による作品の先駆けとなった 。

## 保存状態
保存状態は悪い。経年と崩れかけた漆喰をキャンバスに取り付ける複雑な移し替えにより、広範囲に損傷し多くの塗料が失われた。本作品はゴヤの邸宅の壁面から取り除かれる前から深刻な損傷を受けていたと思われる。乾燥した漆喰の土台は、初期の劣化に影響を与えた可能性がある。乾いた（湿っているのではなく）漆喰で完成したフレスコ画は、粗い表面では長期にわたって残存することはできない。エヴァン・S・コネルは漆喰に油絵具を塗るときにゴヤが「崩壊をほとんど確実にする技術的ミスを犯した」と考えている。
《黒い絵》の多くは1870年代の修復中に著しく変更され、批評家アーサー・ルボウは今日プラド美術館で展示されている作品を「せいぜいゴヤが描いた作品の粗雑な模写」と表現している。われわれはクベルスの報告から彼が行った多くの変更の影響を知っているが、それらの変更は必然的に客観性を欠いている。より信頼性があるのは、現在コートールド美術研究所のウィット・ライブラリー（Witt Library）に所蔵されている、フランスの写真家ジャン・ローランが撮影した修復の準備のための2枚の重複した写真である。
しかし特に写真のいくつかの領域には解像度がなく、不明瞭な部分が含まれているため、ローランの作品には困難がある。この時期の写真は青色と青紫色を明るくしながら、黄色と赤の領域を暗くする傾向があった。

## ギャラリー
キンタ・デル・ソルド1階の他の壁画

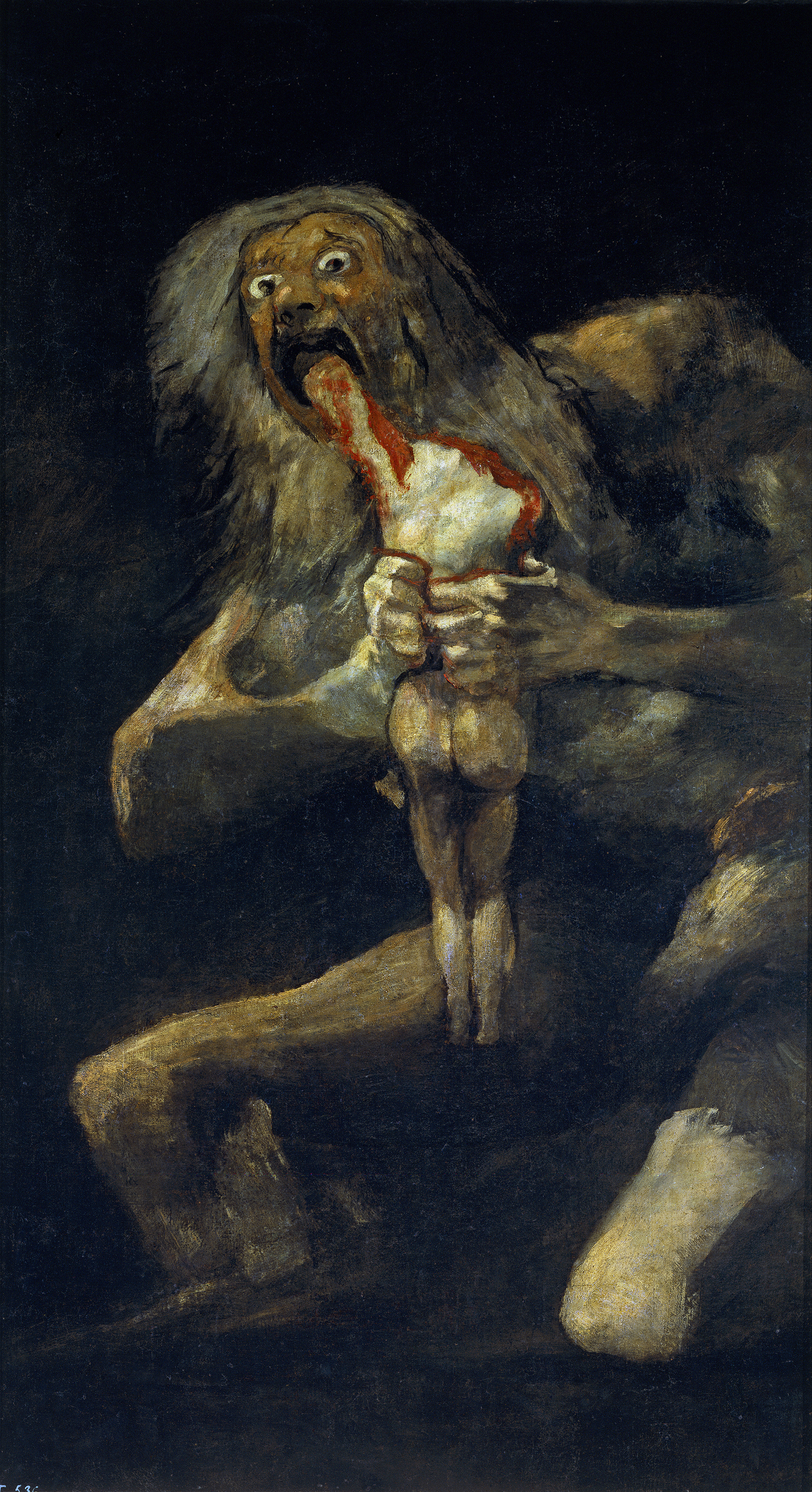
『我が子を食らうサトゥルヌス』
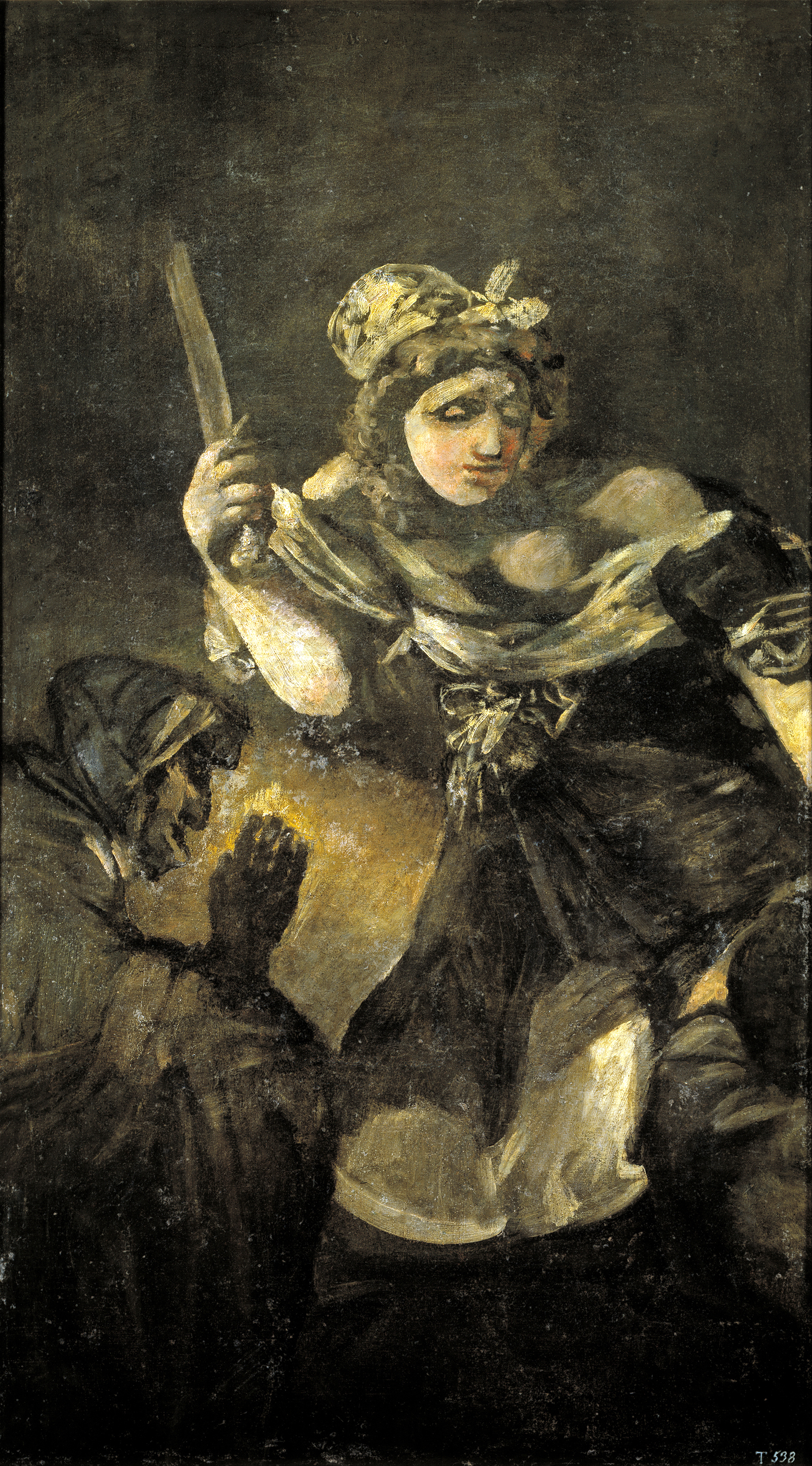
『ユディトとホロフェルネス』
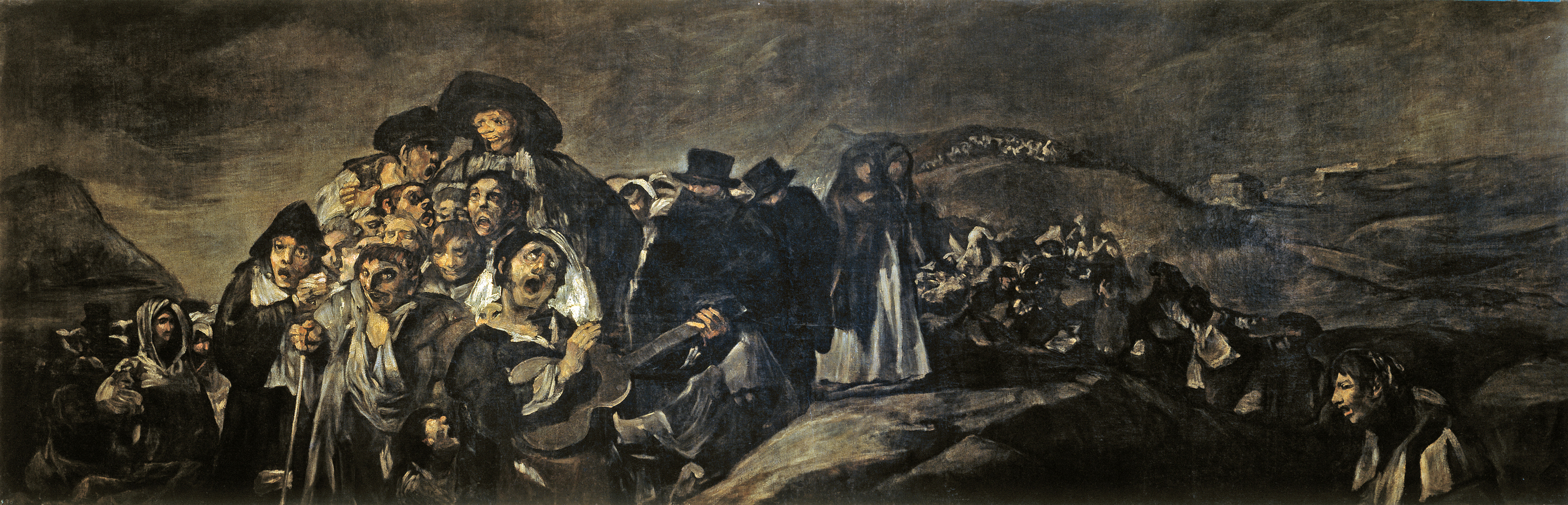
『サン・イシードロへの巡礼』
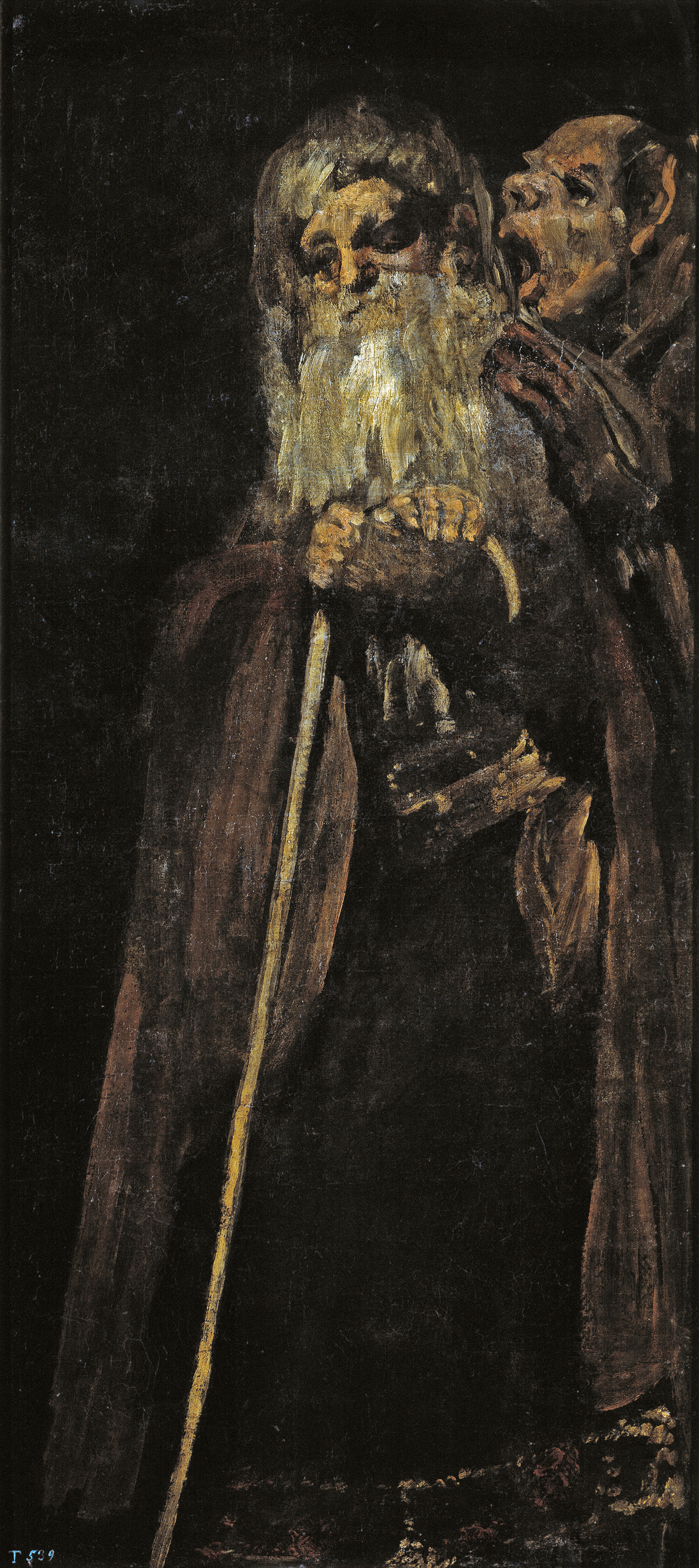
『二人の老人』
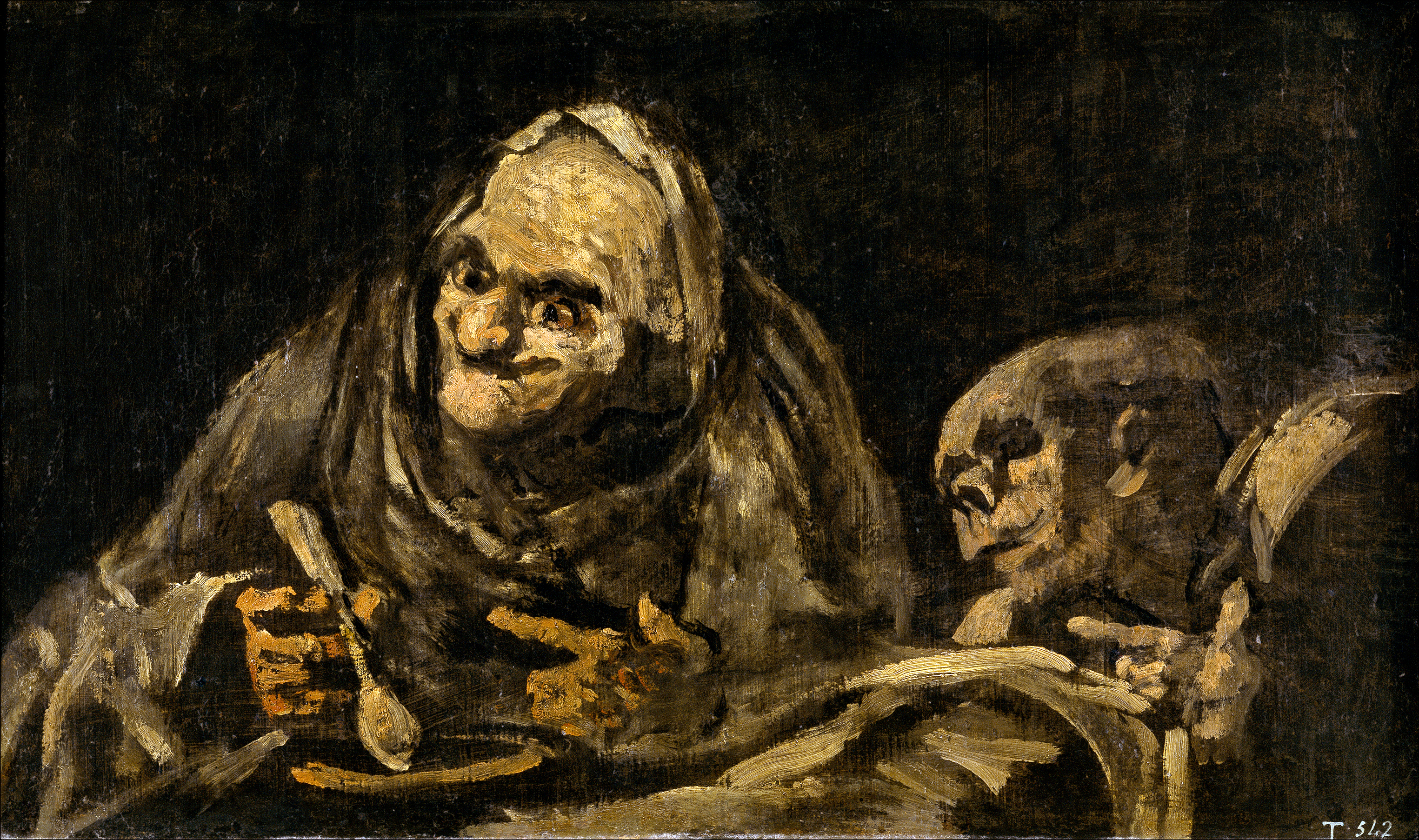
『食事をする二老人』
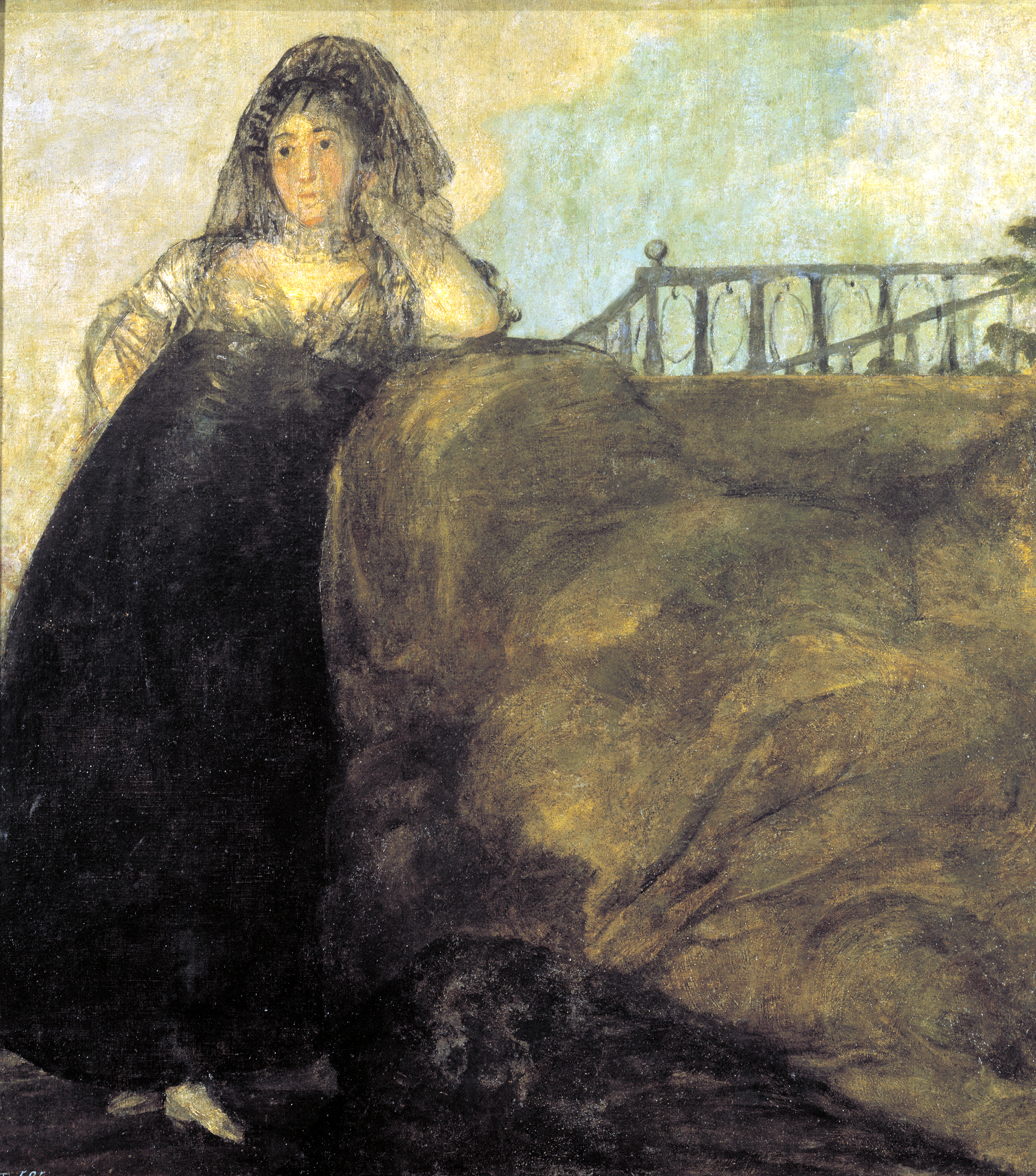
『レオカディア』